# Deutsche Sportjugend
Die Deutsche Sportjugend (dsj) ist der Jugendverband des Deutschen Olympischen Sportbundes e. V. (DOSB). Sie ist der größte freie Träger der Kinder- und Jugendhilfe in Deutschland und der Dachverband des deutschen Kinder- und Jugendsports.
Die dsj bündelt die Interessen von rund 10 Millionen Kindern, Jugendlichen und jungen Menschen im Alter bis 26 Jahren, die in rund 87.000 Sportvereinen in 16 Landessportjugenden, 62 Jugendorganisationen der Spitzenverbände und 10 Jugendorganisationen der Sportverbände mit besonderen Aufgaben organisiert sind. Verbände mit besonderen Aufgaben (VmbA) repräsentieren eine Gruppe von Mitgliedern, die sich mit ihren unterschiedlichen Strukturen, Aufgabenfeldern und Größen zu einer Einheit ergänzen. Sie setzen sich für eine ganzheitliche und von Fairness geprägte Sportbewegung ein.
Die dsj koordiniert vor allem bei gemeinsamen Aufgaben die Arbeit ihrer Mitgliedsorganisationen. In Zusammenarbeit mit ihnen und weiteren gesellschaftlichen Kräften möchte sie die Formen sportlicher und allgemeiner Jugendarbeit weiterentwickeln. Weiterhin möchte sie Bildung, Betreuung und Erziehung durch Kinder- und Jugendarbeit im Sport fördern und damit einen Beitrag zur Bewältigung gesellschaftlicher und jugendpolitischer Aufgaben leisten. Die Aufgaben der dsj sind in den Handlungsfeldern „Junges Engagement im Sport“, „Kinder- und Jugendschutz im Sport“, „Internationale Jugendarbeit im Sport“, „Bewegung, Spiel und Sport“, „Sport mit Courage“ und „Thinktank Kinder- und Jugendsport“ strukturiert.
Die Deutsche Sportjugend fördert seit ihrer Gründung die Kinder- und Jugendarbeit im Sport und trägt maßgeblich dazu bei, dass Kinder, Jugendliche und junge Menschen ihre körperlich-motorischen, persönlichen und sozialen Kompetenzen weiterentwickeln können. Als Zentralstelle des Bundesministerium für Bildung, Familie, Senioren, Frauen und Jugend (BMBFSFJ) leitet die dsj Mittel für Aktivitäten und Personal an die dsj-Mitgliedsorganisationen weiter, insbesondere über den Fördertopf Kinder- und Jugendarbeit im Sport.

## Geschichte
Die dsj wurde im Mai 1950 auf dem Sudelfeld, Nähe Bayrischzell, gegründet. Um von den Finanzmittel des Kinder- und Jugendplans des Bundes profitieren zu können, musste sich die dsj als eigenständige Organisation konstituieren. Auf dem Sudelfeld fand auch die 50-Jahr-Feier statt. Veranstaltungen wie das dsj-Jugendevent, ehemals Bundesjugendtreffen, das sich als Schaufenster der Kinder- und Jugendarbeit im Sport in allen Mitgliedsorganisationen versteht, wurden lange organisiert und durchgeführt. Es sollte zugleich der öffentlichen Präsentation als auch der Lobbyarbeit für den Sport dienen und die ganze Vielfalt des deutschen Kinder- und Jugendsports darstellen. Das dsj-Jugendevent 2011 mit dem Motto „Move your Body, stretch your Mind“ fand in Burghausen statt. Im Jahr 2017 fand das Jugendevent „jugend.macht.sport!“ in Berlin statt.

## Organisation
Die Deutsche Sportjugend ist die Jugendorganisation im Deutschen Olympischen Sportbund e. V. und für alle Kinder- und Jugendangelegenheiten im Sinne des Kinder-und-Jugendhilfe-Gesetzes zuständig. Die hauptamtliche Geschäftsstelle in Frankfurt am Main umfasst über 60 Mitglieder. Der 1. Vorsitzende ist Mitglied im Präsidium des Deutschen Olympischen Sportbundes e. V. Die Mitglieder des Vorstandes gehören mit beratender Stimme der Mitgliederversammlung des DOSB an. Die Vollversammlung, das höchste Gremium der dsj, ist eine Delegiertenversammlung der Mitglieder aus den drei Säulen:
- Jugendorganisationen der Spitzenverbände (Fachverbände),
- Landessportjugenden und
- Jugendorganisationen der Verbände mit besonderer Aufgabenstellung.

### Vorstand
Der Gesamtvorstand der dsj besteht aus 7 ehrenamtlichen und 2 hauptamtlichen Vorstandsmitgliedern. Das hauptamtliche Vorstandsmitglied Geschäftsführung und das hauptamtliche Vorstandsmitglied Finanzen bilden gemeinsam mit dem*der ehrenamtlichen 1. und 2. Vorsitzenden den Geschäftsführenden Vorstand, der die dsj nach §26 BGB vertritt. Alle ehrenamtlichen Mitglieder des Vorstandes werden für die Dauer von jeweils zwei Jahren von der dsj-Vollversammlung gewählt. Maximal fünf der Vorstandsmitglieder dürfen zum Zeitpunkt ihrer Wahl 27 Jahre oder älter sein. Die hauptamtlichen Vorstandsmitglieder werden von den ehrenamtlichen Vorstandsmitgliedern berufen. Die Wahl im Oktober 2024 ergab folgende Zusammensetzung des Gesamtvorstands:
- Stefan Raid, Deutscher Basketball Bund (Vorsitzender der dsj)
- Kirsten Hasenpusch, Deutsche Motorsportjugend (2. Vorsitzende der dsj)
- Benjamin Folkmann, Deutsche Fußballjugend (Vorstandsmitglied der dsj)
- Carolin Giffhorn, Sportjugend Niedersachsen (Vorstandsmitglied der dsj)
- Leandra Götz, Sportjugend Rheinland-Pfalz (U27 Vorstandsmitglied der dsj)
- Julian Lagemann, Sportjugend Nordrhein-Westfalen (Vorstandsmitglied der dsj)
- Luca Wernert, Special Olympics Deutschland (U27 Vorstandsmitglied der dsj)

- Leon Ries (Vorstandsmitglied Geschäftsführung der dsj)

### Vollversammlung
Die Vollversammlung ist das oberste Organ der dsj und wird alle zwei Jahre vor der Mitgliederversammlung des DOSB durchgeführt. Sie besteht aus den Delegierten der Mitgliedsorganisationen und den Mitgliedern des dsj-Vorstandes. Zu ihren Aufgaben zählt unter anderem die Beratung von grundsätzlichen Angelegenheiten, die Wahl des Vorstandes sowie die Festlegung von Richtlinien für die Arbeit der dsj. Die nächste Vollversammlung findet am 26./27. Oktober 2024 in Hamburg statt.

### Hauptausschuss
Der Hauptausschuss wird vom Vorstand der dsj einberufen. In den Jahren, in denen keine Vollversammlung stattfindet, muss er mindestens einmal zusammentreten. Zu seinen Aufgaben zählt unter anderem die Beratung und Beschlussfassung über Angelegenheiten von besonderer Bedeutung, soweit sie nicht der Vollversammlung vorbehalten sind. Der Hauptausschuss 2025 findet vom 24. bis 25. Oktober in Ingelheim am Rhein statt.

### Jugend- und Geschäftsordnung
Über die Zusammenarbeit der Deutschen Sportjugend (dsj) und des Deutschen Olympischen Sportbundes (DOSB) haben die beiden Institutionen eine Koordinationsvereinbarung geschlossen.
Die Jugendordnung und Geschäftsordnung wurde von der außerordentlichen Vollversammlung der Deutschen Sportjugend (dsj) am 29. April 2006 beschlossen und trat am 20. Mai 2006 in Kraft.
Am 24. Oktober 2020 wurde die überarbeitete Fassung der Jugendordnung beschlossen.
Die Ehrungsordnung wurde von der Vollversammlung der Deutschen Sportjugend (dsj) im Oktober 2004 beschlossen und trat am 17. Januar 2005 in Kraft.

### Themenfelder
Die dsj setzt sich mit den acht folgenden Themenbereichen auseinander:
- Bewegung, Spiel und Sport: Als Kinder- und Jugendverband setzt sich die dsj als Bewegungsanwältin für Kinder ein, in dem sie Kompetenzerwerb durch Bewegung ermöglicht und fördert, Bewegungsraum für Kinder schafft und zurückerobert sowie Informations-, Aufklärungs- und Lobbyarbeit betreibt.
- Demokratiestärkung & Antidiskriminierung: Die dsj setzt sich für ein demokratisches Grundverständnis und die Vermittlung einer nachhaltigen Förderung der demokratischen Teilhabe im Sport und darüber hinaus ein.
- Freiwilligendienste im Sport: Die dsj bietet gemeinsam mit ihren Mitgliedsorganisationen Freiwilligendienste im Sport an: ein Bildungs- und Orientierungsjahr mit dem Ziel, die Bereitschaft insbesondere junger Menschen für ein freiwilliges gesellschaftliches Engagement und die Übernahme von Verantwortung zu fördern.
- Internationale Jugendarbeit: Neben den Bereichen Beratung und Betreuung von internationalen Austauschmaßnahmen und der Beteiligung an deutschen und europäischen Diskursen im Bereich der Kinder- und Jugendarbeit im und durch Sport, unterhält die dsj direkte Kooperationen mit Partnerorganisationen verschiedenster Länder, beispielsweise mit dem Deutsch-Französischen Jugendwerk. Hervorzuheben ist auch der Deutsch-Japanische Simultanaustausch.
- Junges Engagement: Die dsj fördert und unterstützt junges Engagement. Sie schafft hierfür Freiräume und bietet jungen Menschen Möglichkeiten, die eigene Persönlichkeit zu entwickeln, zu stärken und sich für andere Menschen und verschiedene Themen einzusetzen.
- Kinder- und Jugendschutz: Die dsj setzt sich aktiv in der Prävention, Intervention und Aufarbeitung für den Schutz vor Gewalt im Sport auf allen Ebenen des organisierten Sports ein.
- Nachhaltigkeit: Die dsj begreift Nachhaltigkeit als Querschnittsaufgabe sowohl in ihrer Organisation selbst als auch im Rahmen ihrer Aktivitäten und Aufgaben.
- Teilhabe und Vielfalt: Die dsj macht sichtbar, dass der Sport bunt ist sowie eine integrative und inklusive Kraft entfaltet, die Menschen unterschiedlichster Vielfaltsdimensionen verbindet.

## Aktivitäten
Die Bewegungskampagne „Move“ der dsj bringt seit 2021 Kinder und Jugendliche nach den Einschränkungen während der Coronapandemie musikalisch mit dem Kampagnengesicht und Popsänger Wincent Weiss wieder in Bewegung. Dabei steht vor allem die Freude an Bewegung, Spiel und Sport sowie die Gemeinschaft im Verein im Vordergrund.
Die aktuelle „Move for Health“-Kampagne besteht aus drei Modulen: Mit einer großen Social-Media-Kampagne soll die Mobilisierung und Sensibilisierung zum Thema sowohl bei Kindern und Jugendlichen als auch bei Multiplikatoren erreicht werden. In Kooperation mit Universitäten aus dem dsj-Forschungsverbund werden Daten zum Sportverhalten von Kindern und jungen Menschen erfasst und zu Gelingensbedingungen von Bewegungsförderung geforscht. Im letzten Modul fördert die dsj die sogenannten „Zukunftslabore Move for Health“. Projekte der dsj-Mitgliedsorganisationen werden finanziell gefördert und im Rahmen der Kampagne begleitet.

## Mitglieder
Die drei verschiedenen Gruppen der Mitglieder werden in der dsj als Säulen bezeichnet.

### Spitzenverbände
In dem Verband sind 62 Jugendabteilungen der Spitzenverbände des deutschen Sports vertreten
- American Football Verband Deutschland e. V.
- Bundesfachverband für Kickboxen
- Bundesfachverband Deutsche Kraftdreikämpfer
- Cheerleading und Cheerperformance Verband Deutschland
- Deutsche Basketballjugend
- Deutsche Behindertensportjugend
- Deutsche Billardjugend
- Deutsche Boxsportjugend
- Deutsche Eislauf-Union e. V.
- Deutsche Fechtsportjugend
- Deutsche Gehörlosen Sportjugend im DGS
- Deutsche Gewichtheberjugend
- Deutsche Handballjugend im DHB
- Deutsche Hockey-Jugend
- Deutsche Judo-Jugend
- Deutsche Ju-Jutsu-Jugend
- Deutsche Kanujugend im Deutschen Kanu-Verband
- Deutsche Kegel- und Bowlingjugend
- Deutsche Leichtathletik-Jugend
- Deutsche Minigolfsport Jugend im Deutschen Minigolfsport Verband
- dmsj- deutsche motor sport jugend im DMSB
- Deutsche Petanque Jugend
- Deutsche Pferdesportjugend (FN)
- Deutsche Rasenkraftsport- und Tauzieh-Jugend
- Deutsche Rollsport und Inline Jugend
- Deutsche Ruderjugend
- Deutsche Schachjugend
- Deutsche Schützenjugend
- Deutsche Schwimmjugend
- Deutsche Seglerjugend
- Deutsche Skijugend
- Deutsche Squashjugend im DSQV
- Deutsche Taekwondo Jugend in der DTU
- Deutsche Tanzsportjugend
- Deutsche Tischtennis-Jugend
- Deutsche Triathlonjugend
- Deutsche Turnjugend im DTB
- Deutsche Volleyball-Jugend
- Deutscher Badminton-Verband e. V.
- Deutsche Baseball und Softball Jugend
- Deutscher Curling Verband
- Deutscher Eishockey-Bund
- Deutsche Eisschnelllauf-Gemeinschaft
- Deutscher Eisstock-Verband
- Deutscher Fußball-Bund
- Deutscher Golf Verband
- Deutscher Motoryachtverband
- Deutscher Ringer-Bund
- Deutscher Rugby-Jugend
- Deutscher Skibob Verband
- Deutscher Sportakrobatik Bund
- Deutscher Tennis Bund
- Deutscher Verband für Modernen Fünfkampf
- Deutscher Wasserski- und Wakeboard Verband
- Floorball-Verband Deutschland
- Jugend des Bob- und Schlittenverbandes für Deutschland
- Jugendclub – Deutscher Dart-Verband
- Karate Jugend im Deutschen Karate Verband
- Luftsportjugend des Deutschen Aero Club e. V.
- Radsportjugend im BDR
- Snowboard Verband Deutschland
- VDST-Jugend

### Landessportjugenden
Die 16 Querschnittsorganisationen in den Ländern, in denen wiederum die Landesfachverbände und Sportkreise organisiert sind. In Ausnahmefällen sind die Landessportjugenden auch Zusammenschlüsse von mehreren Regionalen Sportjugenden (Bspw. Baden-Württembergische Sportjugend).
- Baden-Württembergische Sportjugend (Württembergische SJ + Badische SJ Nord + Badische SJ Süd)
- Bayerische Sportjugend (bsj) im BLSV
- Sportjugend Berlin
- Brandenburgische Sportjugend
- Bremer Sportjugend
- Hamburger Sportjugend
- Sportjugend Hessen
- Sportjugend Mecklenburg-Vorpommern
- Sportjugend Niedersachsen
- Sportjugend Nordrhein-Westfalen
- Sportjugend Rheinland-Pfalz (SJ Pfalz + SJ Rheinland + SJ Rheinhessen)
- Sportjugend Saar https://www.sportjugend-saar.de/
- Sportjugend Sachsen
- Sportjugend Sachsen-Anhalt
- Sportjugend Schleswig-Holstein
- Thüringer Sportjugend

### Verbände mit besonderen Aufgaben
Jugendverbände, die nicht den Sport als eigentliches Ziel, aber fest in ihrem Selbstverständnis verankert haben, werden als Verbände mit besonderer Aufgabenstellung geführt.
- Allgemeiner Deutscher Hochschulsportverband (ADH)
- CVJM-Gesamtverband (CVJM – Sport)
- FKK-Jugend e. V. – Jugendwerk des DFK
- Deutsche-Jugendkraft-Sportjugend (DJK)
- Deutsche Kneipp-Jugend
- Deutscher Aikido-Bund
- Makkabi Deutschland e. V.
- Verband Deutscher Eisenbahner-Sportvereine
- Jugend der Deutschen Olympischen Gesellschaft (DOG)